# Albió (Llorac)
|  | Aquest article tracta sobre el poble de la Conca de Barberà. Vegeu-ne altres significats a «Albió». |

Albió és un nucli de població ubicat a l'extrem més occidental del terme de Llorac, a la Conca de Barberà. La població es formà a redós del castell d'Albió, situat en un petit tossal i del qual encara resten els fonaments. Sota el tossal es troba el molí, construcció del segle xiii.

## Història
Una de les primeres notícies documentals sobre Albió és de l'any 1075, quan Guillem, fill de Mir, va fer donació a la seva esposa Ermengarda de la meitat d'un alou situat al castell d'Albió. A poc a poc, entre els segles xii i xiii, Albió passà a formar part del grup de possessions que la comanda templera de Barberà (Barberà de la Conca) obtindria a la vall del Corb, les quals administraria des de la sotscomanda de Vallfogona (Vallfogona de Riucorb). Començà a obtenir-hi drets, l'any 1170, per donació de Berenguer de Montargull, que més tard ingressà al Temple i fou comanador de Barberà. Entre 1191 i 1193 amplià els dominis sobre el lloc, en rebre de Berenguer d'Albió i Carbonell de Vilagrassa la Torre d'Albió. Una altra fita important d'aquest procés, tingué lloc el 1237 pel testament de Berenguera de Llorac, que deixava a la casa de Barberà els seus drets sobre el castell i la vila d'Albió. Finalment, l'any 1250 els templers compraren al monestir de Vallbona de les Monges la part que els faltava per tenir la plena possessió sobre Albió.
Cinc anys després que l'orde del Temple fos dissolt, l'any 1317, Albió com la majoria de possessions templeres passà a l'orde de Sant Joan de Jerusalem (Hospitalers) que en mantingué la senyoria fins a la fi de l'antic règim, dins la comanda de Vallfogona de Riucorb, malgrat els intents de la família Minguella, castlans del castell d'Albió, de separar-se del control dels comanadors vallfogonins. Aquest llinatge emparentà amb els barons de Canyelles, que foren del llinatge Bouffard (de la Garrigue).
El 1380 la jurisdicció va ser venuda pel rei Pere el Cerimoniós al Prior de Catalunya que en aquell moment era Guillem de Guimerà i d'Abella.
El Molí de Dalt
Sota el poble, vora el pont que travessa el riu Corb, resta en peu un dels molins d'Albió (el Molí de Dalt) que explotaren, i potser construïren, els templers. És un edifici excepcional que conserva pràcticament sencera la seva estructura medieval a més de les séquies, la bassa i el cacau.

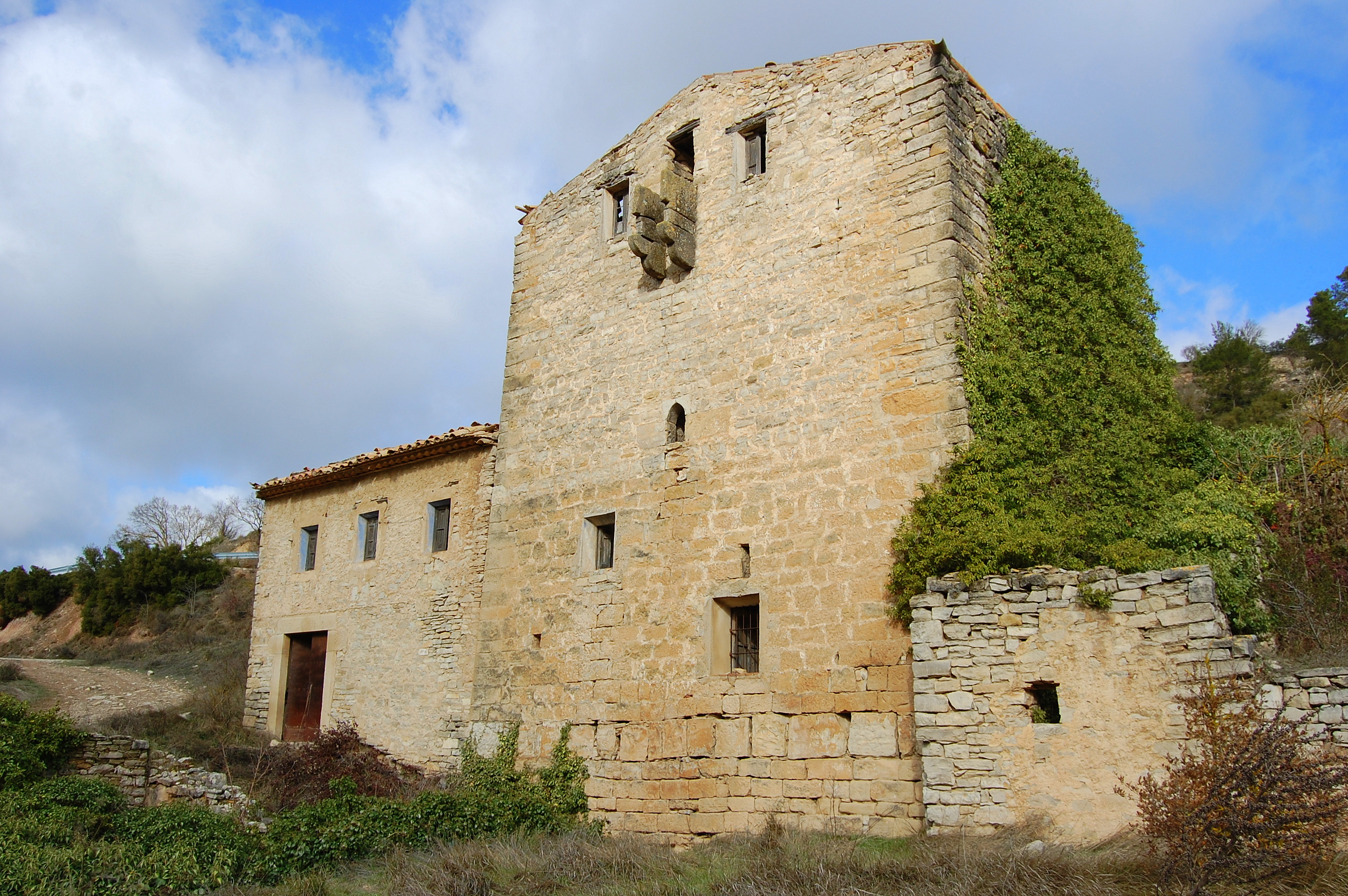
Molí de Dalt d'Albió

L'edifici, de planta quadrada i aparença turriforme, té soterrani, tres pisos i golfa, tots construïts de carreu molt ben aparellat, tant els murs com les voltes i els arcs.
El soterrani, que és on hi havia el rodet, està cobert d'una volta de canó apuntada. Al damunt hi ha la planta baixa, que era sala de moles, coberta també amb volta de canó apuntada. Els dos pisos superiors eren magatzem de gra i habitació del moliner; ambdós van coberts amb una armadura de cabirons que recolzen en els murs i en arcs diafragma que parteixen les estances pel mig. Finalment, la golfa o sostre mort va coberta de teula mitjançant una encavallada de fusta. El tret més curiós d'aquesta peça és que està proveïda de tres finestres. La del mig és una lladronera oberta en el punt més alt de la façana, que devia tenir una funció defensiva. Amb aquest element el molí adopta un aire militar gens habitual en una construcció industrial
L'església de Sant Gil d'Albió és un edifici romànic de transició al gòtic, amb plata de creu llatina i dues capelles adossades.